# Canal 22 (México)
Canal 22 es una señal de televisión pública mexicana con sede en la estación XEIMT-TDT en la Ciudad de México. Es administrado por la Secretaría de Cultura y es parte importante tanto de La Red de Radiodifusoras y Televisoras Educativas y Culturales de México, como de la red de estaciones del Sistema Público de Radiodifusión del Estado Mexicano.

## Historia
En septiembre de 1990, el gobierno de Carlos Salinas de Gortari anuncia la desincorporación de la televisora paraestatal Imevisión para subastar toda la infraestructura al sector privado en la licitación del llamado "Paquete de Medios". Esto preocupó inicialmente a varios sectores de la sociedad civil por el destino que tendría la infraestructura de la Red Nacional 7, ya que, anteriormente, esta red fue parte de Televisión de la República Mexicana, la cual difundía un canal de televisión cultural que fue reemplazado por el 7 para transmitir programación comercial.
El 26 de enero de 1991, se envía una petición de la Fundación “Manuel Buendía”, una organización formada por 800 intelectuales, para que el gobierno federal no incluyera al Canal 22 en la licitación del "Paquete de Medios". En su lugar se solicitaba que el canal fuera reservado para la difusión de programación de corte cultural; la cual fue aprobada por el gobierno al final del año.
Tras un largo y difícil proceso para establecer el canal desde las instalaciones de los antiguos Estudios Churubusco, en marzo de 1993 inician las transmisiones de prueba desde el cerro del Chiquihuite. El 23 de junio de ese año, con un mensaje del entonces presidente de la república Carlos Salinas de Gortari, el canal en su nueva dirección, inicia oficialmente sus transmisiones.
Se forma la empresa Televisión Metropolitana, S.A. de C.V., la cual se vuelve dependiente del Consejo Nacional para la Cultura y las Artes (CONACULTA, hoy Secretaría de Cultura). Se le otorgó la concesión de XEIMT-TV a esta empresa, manteniendo el carácter de estación comercial en lugar de pública. Sin embargo, el canal es considerado una televisora pública del estado. El primer director del Canal 22 como Televisión Metropolitana, S.A. de C.V. fue José María Pérez Gay.
En enero de 2001, Enrique Strauss, reconocido productor de TV cultural de México, se convierte en el segundo director del canal.
Posteriormente llegaría Jorge Volpi en 2007, con lo que inicia una verdadera revolución para el canal. Volpi tomaría la decisión de comenzar con la digitalización del canal, lo cual se enfrentaría a fuertes recortes presupuestales.
Ese mismo año, el 19 de febrero, se renovó toda la programación canal, iniciando una apertura a la diversidad cultural en sus contenidos, que han cubierto los temas de: diversidad sexual, rock, tribus urbanas, ciencia ficción, animación, entre otros.
También en 2007, se crea la figura del Defensor del Televidente el cual es un vínculo entre la televisora y su audiencia, con la meta de convertir al canal en un medio realmente público al ofrecer un espacio de participación activa para los televidentes y se crea un código de ética interno incluyente, lo cual es un hecho sin precedentes en la televisión mexicana.
Seguirían dos periodos muy cortos en la dirección del canal. En 2011 llegó Irma Pía González Luna Corvera después de que Volpi aceptara ir como agregado cultural a la Embajada de Italia. En abril de 2012, González Luna renuncia para unirse a la campaña presidencial de Josefina Vázquez Mota, y toma el cargo Magdalena Acosta durante los últimos siete meses del sexenio de Felipe Calderón Hinojosa.
| Director                   | Periodo     |
| -------------------------- | ----------- |
| José María Pérez Gay       | 1993 - 2000 |
| Enrique Strauss            | 2000 - 2006 |
| Jorge Luis Volpi Escalante | 2007 - 2011 |
| Irma Pía González Luna     | 2011 - 2012 |
| Magdalena Acosta Urquidi * | 2012 - 2013 |
| Raúl Cremoux López         | 2013 - 2015 |
| Ernesto Velázquez Briseño  | 2015 - 2017 |
| Pedro Cota Tirado          | 2017 - 2018 |
| Armando Casas Pérez        | 2019 - 2023 |
| Pável Granados Chaparro    | 2023 - 2024 |
| Alonso Millán Zepeda       | 2024        |
| * Encargada de despacho.   |             |

El 22 de marzo de 2012, por disposición oficial, la red de televisoras del Organismo Promotor de Medios Audiovisuales (OPMA, hoy SPR) comienza a retransmitir la señal de este canal por medio de la multiprogramación de la televisión digital, con lo que la cobertura fue expandida al 56% del territorio nacional. Ese mismo año, el canal completa su proceso de digitalización del canal, lo que incluyó la conversión de su acervo histórico a plataformas digitales, así como sus procesos de producción y transmisión, alistando al canal para el llamado "apagón analógico" al 100%. Adicionalmente, comienza la utilización de la multiprogramación del canal digital 23.1 con el canal 23.2 que transmitía la señal nacional.
En 2013, Raúl Cremoux López es nombrado director general, con el que iniciaría (según comentarios del reportero Huemanzin Rodríguez Méndez) una gestión abusiva y autoritaria.
En junio de 2015, se revelaron casos de censura hacia el área de noticias del canal por parte del director Raúl Cremoux. Estos casos consistieron en el despido del periodista Juan Jacinto Silva por no acatar la orden de no tocar en el noticiero del canal el tema de la Salida de Carmen Aristegui de MVS, además de cancelar los programas "El Observador" y "Global 22". Cremoux afirmó que los despidos y cancelaciones se debieron a recortes presupuestales y no a censura, pero cuando diversos trabajadores pidieron dialogar con Cremoux, este se negó, y en agosto varios periodistas más fueron amenazados con ser despedidos. A Cremoux se le acusó también de tráfico de influencias.
El 1 de octubre de 2015, llega Ernesto Velázquez Briseño a la dirección del canal, tras los conflictos laborales y controversias con Raúl Cremoux. El 5 de agosto de 2016, con el inicio de los Juegos Olímpicos de Río, 10 estaciones más del SPR comienzan la retransmisión del canal, aumentando así, la cobertura de la señal a nivel nacional a casi 70% del territorio mexicano. El 16 de enero de 2017, es nombrado como director general a Pedro Cota Tirado, cargo que ocupa hasta el final de la administración de Enrique Peña Nieto. El 5 de febrero de 2019, Armando Casas es designado director general del canal.

## Programación
En sus inicios, se presentaban documentales extranjeros y se presentó el primer noticiero cultural de México, Noticias 22, el cual sigue en la actualidad. Se han difundido diversos programas reconocidos internacionalmente, en especial de las televisoras BBC y RTVE. También han tenido una producción propia de calidad siendo los más destacados la revista de divulgación científica La Oveja Eléctrica, el programa de debate lingüístico La Dichosa Palabra y el programa de artes audiovisuales, Pantalla de Cristal. También se le ha dado la oportunidad a producciones nacionales independientes como fue el caso de Gregoria, La Cucaracha, coproducido con la UNAM y el grupo de comediantes Las Reinas Chulas.
En los últimos años se han consolidado con gran éxito varias barras de programación.

### Series Estelares
En este espacio se han difundido series mundialmente reconocidas y premiadas de varios géneros y temáticas como lo han sido el drama, misterio, biografía, aventura, comedia entre otros. Algunos programas han sido: Cuéntame como pasó, Bandolera e Isabel de España; Poirot y Bailando al Límite de Reino Unido; Einstein, la teoría del amor y Dostoyevski de Rusia, entre muchas otras.

### Zona D
En esta barra nocturna emitida los domingos, se ha promovido la tolerancia a la diversidad sexual con documentales, series y películas de temática LGTB. Esta barra ha sido polémica y atacada por varios sectores de la sociedad, como lo demostró el incidente con la compañía de lácteos Alpura en 2008, cuando retiró su publicidad del canal como rechazo a esta programación. Jorge Volpi, entonces director del canal denunció públicamente la presión de dicha empresa.

### Anime
En 2007, se incluyó un nuevo espacio para difundir este género con el estreno de Neon Genesis Evangelion, en el horario de las 12 de la noche, con subtítulos en español. Algunas de las series más importantes que se emitieron en este espacio fueron: Neon Genesis Evangelion (2007), Hellsing (2009), Ghost in the Shell: Stand Alone Complex y Ghost in the Shell: S.A.C. Second Gig (2010-2011) y Serial Experiments Lain (2013).
Sin embargo, debido a problemas presupuestales y algunas quejas y peticiones, el canal se vio forzado a dejar de adquirir y transmitir este tipo de series desde finales de 2014. Sin embargo, expresaron su interés en retomar la adquisición y transmisión de estas series cuando sea posible. En 2017, como parte de la oferta de programación de la Fundación Japón en la televisión pública mexicana, el anime regresaría brevemente al canal, con el estreno de ¡Atrévete a Escalar! en la barra Clic Clac en junio.
En mayo de 2024, hizo una alianza con la plataforma Anime Onegai para transmitir sus series como Oi! Tonbo, Shikanoko Nokonoko Koshitantan y Beyblade X e incluso agregaron un programa especial dedicado la cultura del anime llamado Geekeando: Sin Límites.

### ¡Clic Clac!
El 12 de diciembre de 2011, se estrena la barra exclusiva para el público infantil llamada ¡Clic Clac!. La barra inició con una duración de 2 horas diarias de lunes a viernes, y a partir del 3 de marzo de 2012, se extendió a los sábados con la misma duración. La barra inició con series animadas y de Imagen real provenientes en su mayoría de países europeos (principalmente de Francia) con segmentos producidos por Canal 22 como, El rastro del caracol y ¿Qué dicen los mayas?. También se emitieron los cortometrajes animados producidos en México para la 7ª Convocatoria de Apoyo a Productores Independientes. En 2016, se reducen las series animadas y comienzan a difundirse producciones infantiles de la televisión pública de otros estados de la República. Actualmente, la programación ofrece películas y programas infantiles emanados de otras televisoras públicas mexicanas y latinoamericanas, y animación extranjera.

### Juegos Olímpicos
El Canal 22, aun siendo un canal cultural, no se ha mantenido al margen de los eventos deportivos más importantes. En 2008, se creó el programa Ludens, dando una cobertura alternativa a los juegos Olímpicos de Beijing, enfocándose a las cuestiones culturales, científicas e históricas detrás del evento. Este concepto se retomaría cada 2 años para los eventos correspondientes, incluyendo la Copa Mundial de Fútbol de Sudáfrica en 2010.
El empresario mexicano Carlos Slim a través de su filial América Móvil, ha adquirido los derechos exclusivos para la transmisión de los Juegos Olímpicos de invierno y verano desde 2010 (con excepción de los juegos de Londres 2012) para transmitir estos eventos en sus multiplataformas Claro y UNO TV. Gracias a convenios con el Canal 22 y el gobierno federal, la difusión de estos eventos ha pasado a las televisoras públicas con lo que se ha dejado fuera a las televisoras comerciales, Televisa y TV Azteca.
Canal 22 ha transmitido los eventos olímpicos de Vancouver 2010, Sochi 2014 y Río 2016 como televisora oficial.

## Retransmisión por televisión abierta
Por disposición oficial, el canal virtual asignado para esta señal es el 22.1.
La señal en alta definición (1080i), sólo está disponible a través de la estación XEIMT-TDT en Ciudad de México.

En el interior de la República Mexicana, se retransmite en la red de estaciones del Sistema Público de Radiodifusión del Estado Mexicano.
Adicionalmente, parte de la programación del canal se retransmite en televisoras públicas que son parte de La Red de Radiodifusoras y Televisoras Educativas y Culturales de México.
| Distintivo                                                           | Canal digital | Poblaciones obligatorias a servir    |
| -------------------------------------------------------------------- | ------------- | ------------------------------------ |
| XEIMT-TDT                                                            | 23            | Ciudad de México.                    |
| Estaciones del SPR que retransmiten Canal 22 como multiprogramación. |               |                                      |
| XHSPRAG-TDT                                                          | 15            | Aguascalientes, Aguascalientes.      |
| XHSPRCC-TDT                                                          | 32            | San Francisco de Campeche, Campeche. |
| XHSPRSC-TDT                                                          | 18            | San Cristóbal de las Casas, Chiapas. |
| XHSPRTP-TDT                                                          | 26            | Tapachula, Chiapas.                  |
| XHSPRTC-TDT                                                          | 31            | Tuxtla Gutiérrez, Chiapas.           |
| XHSPRCO-TDT                                                          | 21            | Colima, Colima.                      |
| XHSPRCE-TDT                                                          | 20            | Celaya, Guanajuato.                  |
| XHSPRLA-TDT                                                          | 34            | León, Guanajuato.                    |
| XHSPRGA-TDT                                                          | 20            | Guadalajara, Jalisco.                |
| XHSPREM-TDT                                                          | 30            | Toluca, México.                      |
| XHSPRMO-TDT                                                          | 19            | Morelia, Michoacán.                  |
| XHSPRUM-TDT                                                          | 14            | Uruapan, Michoacán.                  |
| XHSPRMT-TDT                                                          | 16            | Monterrey, Nuevo León.               |
| XHSPROA-TDT                                                          | 35            | Oaxaca de Juárez, Oaxaca.            |
| XHSPRPA-TDT                                                          | 30            | Puebla de Zaragoza, Puebla.          |
| XHSPRMQ-TDT                                                          | 30            | Santiago de Querétaro, Querétaro.    |
| XHSPRMS-TDT                                                          | 29            | Mazatlán, Sinaloa.                   |
| XHSPROS-TDT                                                          | 31            | Ciudad Obregón, Sonora.              |
| XHSPRHA-TDT                                                          | 27            | Hermosillo, Sonora.                  |
| XHSPRVT-TDT                                                          | 25            | Villahermosa, Tabasco.               |
| XHSPRTA-TDT                                                          | 35            | Tampico, Tamaulipas.                 |
| XHSPRCA-TDT                                                          | 26            | Coatzacoalcos, Veracruz.             |
| XHSPRXA-TDT                                                          | 35            | Xalapa-Enríquez, Veracruz.           |
| XHSPRME-TDT                                                          | 23            | Mérida, Yucatán.                     |
| XHSPRZC-TDT                                                          | 15            | Zacatecas, Zacatecas.                |

## MX Nuestro Cine
XEIMT-TDT utilizó el canal 22.2 para emitir la "Señal Nacional", de 2012 a 2016. Esta señal era básicamente la misma que la señal metropolitana, lo cual hacía que pareciera una señal "espejo". Sin embargo, se diferenciaba al no emitir ciertos contenidos locales, en especial los spots de carácter político que por ley no pueden ser emitidos en otras regiones del país. Es esta señal, precisamente, la que es retransmitida por el SPR.
A partir del 3 de agosto de 2016, a unos días de iniciar la emisión de los Juegos Olímpicos de Río, la programación se vuelve independiente de las señales del 22.1, la señal nacional y la señal internacional para expandir la oferta de contenido cultural a sus audiencias. Su programación es distinta y se conforma por contenido del archivo del canal, así como la retransmisión diferida    de dos horas la programación de la Señal 22.1.
Actualmente, esta señal está disponible en televisión abierta únicamente por la estación XEIMT-TDT de la Ciudad de México y en sistemas de televisión de paga.
El 28 de noviembre de 2022, la Secretaría de Cultura y el Instituto Mexicano de Cinematografía relanzaron el canal 22.2 con el nombre de MX Nuestro Cine, dedicado a emitir películas del cine mexicano, desde la época de oro hasta la actualidad.

## Eslóganes
| Período    | Eslogan                     |
| ---------- | --------------------------- |
| 1993       | Personalidad en la imagen   |
| 1993-2003  | La cultura también se ve    |
| 2003-2006  | Ve más allá                 |
| 2006-2007  | Porqué somos más de 2       |
| 2007-2008  | Canal 22, se mueve          |
| 2008-2009  | La cultura también TV       |
| 2009-2012  | Cultura abierta             |
| desde 2012 | El canal cultural de México |
| 2022       | El 2022 en el 22            |
| 2023       | 30 años de cultura          |